# 2,4,6-triclorofenol
2,4,6-triclorofenol é o composto orgânico derivado do fenol, um dos vários isômeros do triclorofenol.
Como substância fungicida, herbicida, inseticida e antisséptico é comercializada pelos nomes de TCP, phenaclor, Dowicide 2S, Dowcide 2S e omal,
 ela é usada também como desfolhante e conservante.

## Danos à saúde
Em experimentos com animais, a ingestão do 2,4,6-triclorofenol provocou um aumento da incidência de linfomas, leucemia e câncer do fígado.
É classificado como Grupo B2 (provável carcinógeno humano) pela Agência de Proteção Ambiental dos Estados Unidos.
O grau técnico desta substância pode conter dibenzodioxinas policloradas (PCDDs), dibenzofuranos policlorados (PCDFs) e outros contaminantes.

## Poluição ambiental
O 2,4,6-triclorofenol é um poluente ambiental que foi encontrado em lagos de água doce, como os Grandes Lagos.